# Korthalet albatros
Korthalet albatros (latin: Phoebastria albatrus) er en fugl i ordenen stormfugle, der lever i den nordlige del af Stillehavet.